# آلدگیت، استرالیای جنوبی
آلدگیت (به انگلیسی: Aldgate) یک شهرک در استرالیا است که در استرالیای جنوبی واقع شده‌است.